# Tommy Banks (football)
Pour les articles homonymes, voir Tommy Banks et Banks.
Tommy Banks, né le 10 novembre 1929 à Farnworth (Angleterre) et mort le 13 juin 2024 à Bolton, est un footballeur anglais, qui joue au poste d'arrière gauche à Bolton Wanderers et en équipe d'Angleterre.
Banks n'a marqué aucun but lors de ses six sélections avec l'équipe d'Angleterre en 1958. 

## Carrière
- 1947-1961 : Bolton Wanderers

## Palmarès

### En équipe nationale
- 6 sélections et 0 but avec l'équipe d'Angleterre en 1958.

### Avec Bolton Wanderers
- Vainqueur de la Coupe d'Angleterre de football en 1958.